# Chamobates lapidarius
Chamobates lapidarius är en kvalsterart som först beskrevs av Lucas 1849.  Chamobates lapidarius ingår i släktet Chamobates och familjen Chamobatidae. Inga underarter finns listade i Catalogue of Life.